# Fürstenried West

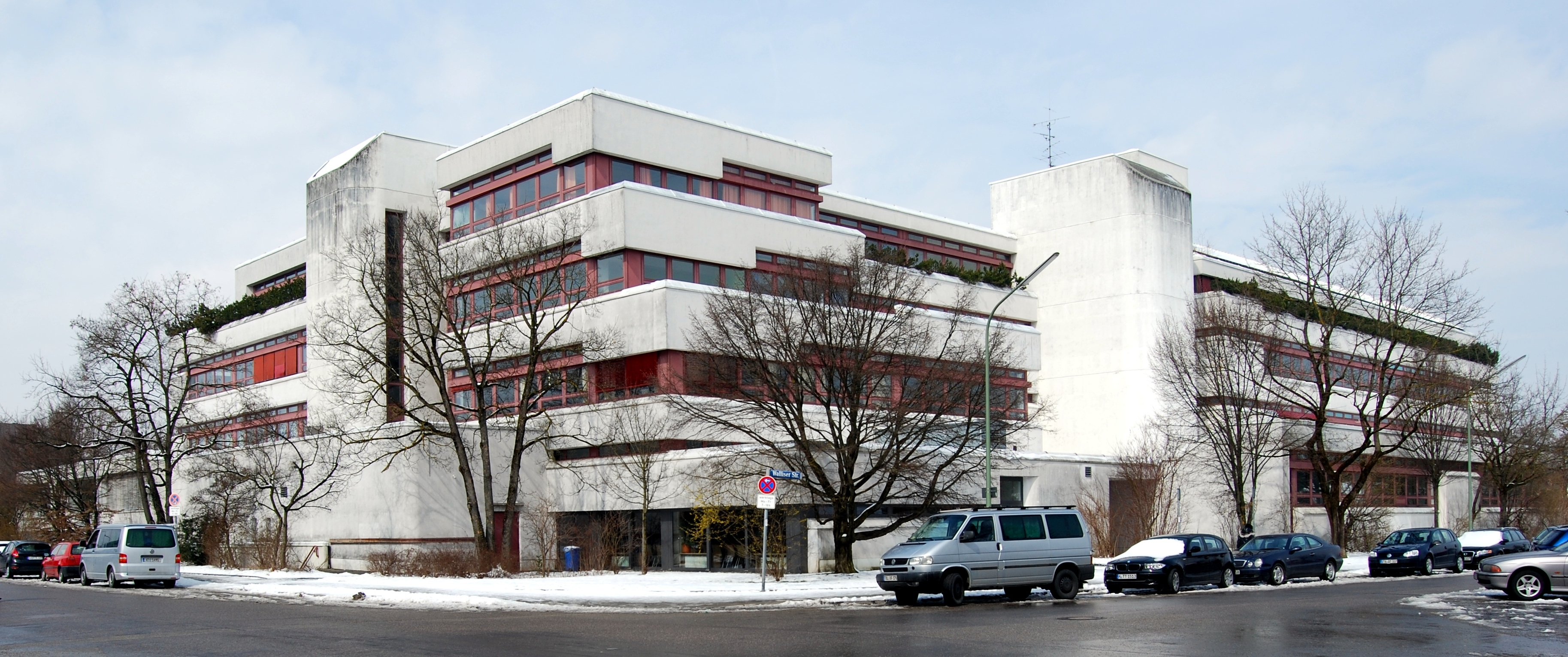
Schulzentrum Fürstenried-West

Fürstenried West, auch Fürstenried-West geschrieben, ist eine Wohnsiedlung in München.
Als Fürstenried-West wird auch der Stadtbezirksteil 19.4 bezeichnet, der das ganze Gebiet des Stadtbezirks 19 westlich der A95 umfasst, also neben der Siedlung Fürstenried West auch die Siedlungen Maxhof und Neuforstenried.

## Lage
Die Siedlung liegt im Südwesten Münchens im Stadtbezirk 19 Thalkirchen-Obersendling-Forstenried-Fürstenried-Solln südwestlich des namensgebenden Schlosses Fürstenried und ist Bestandteil des Münchner Stadtteils Fürstenried. Im Grundbuch Münchens ist Fürstenried West unter der Gemarkung Forstenried erfasst.
Im Norden wird die Siedlung durch die Forst-Karsten-Allee begrenzt, die die Grenze zum benachbarten Stadtbezirk 20 Hadern bildet, und im Osten durch die Bundesautobahn 95, jenseits derer die Siedlung Fürstenried Ost liegt. Im Süden bildet die Neurieder Straße die Grenze zu den Siedlungen Neuforstenried  und Maxhof. Im Westen grenzt die Siedlung an die Nachbargemeinde Neuried.

## Geschichte
Die Siedlung wurde in den Jahren 1961–63 nach Plänen von Franz Ruf nach der Siedlung Fürstenried Ost als zweiter Teil der in den 1950er Jahren geplanten Großsiedlung Fürstenried errichtet. Sie erhielt zunächst inoffiziell die Bezeichnung ''Fürstenried II''. Die offizielle Bezeichnung wurde 1964 im Stadtrat beschlossen.
Am 31. Oktober 1964 wurde die Tram 8 nach Fürstenried-West eröffnet. 1991 wurde sie durch die U3 ersetzt.

## Beschreibung

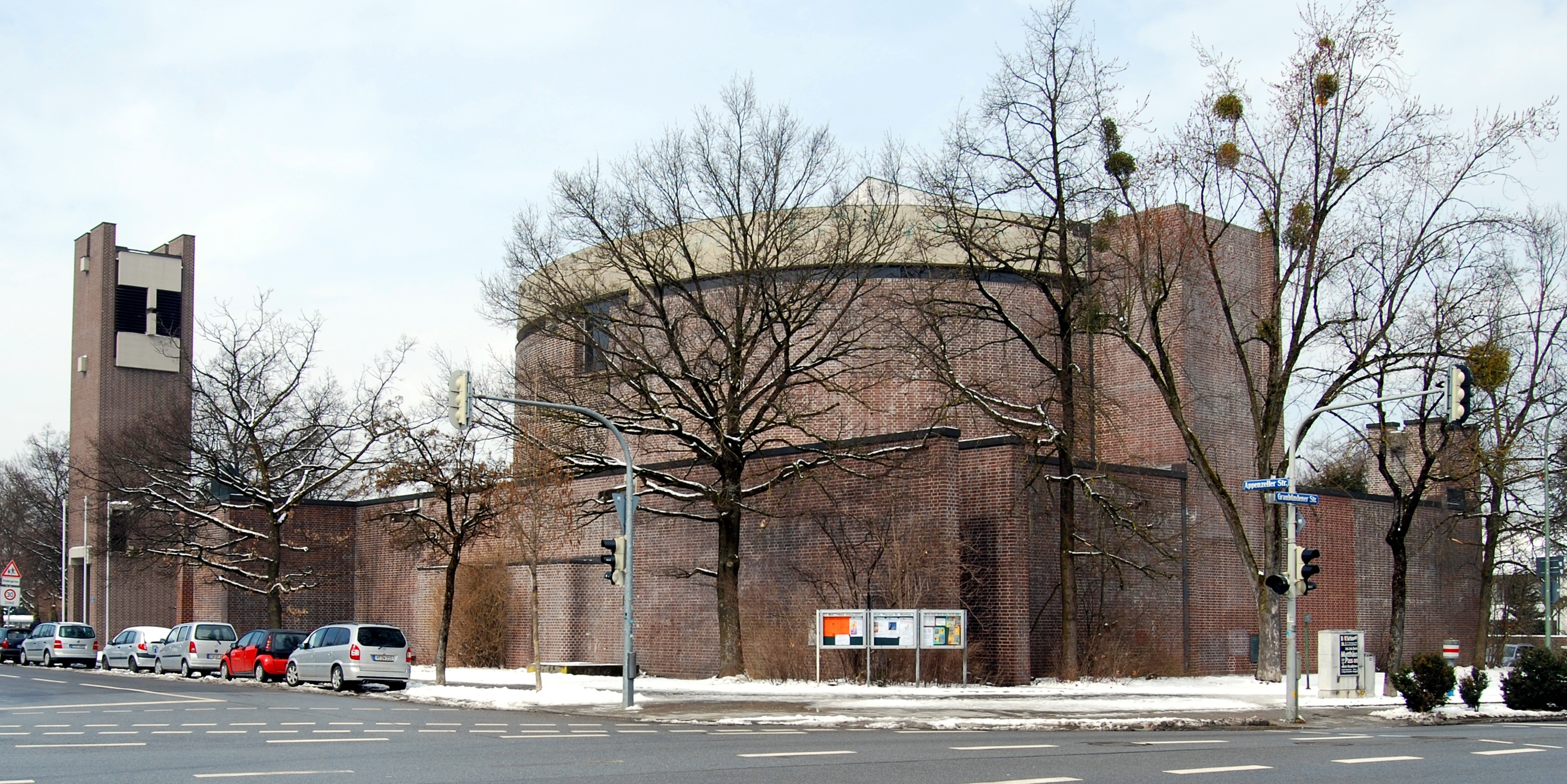
Katholische Pfarrkirche St. Matthias

Das Stadtviertel ist von mehrgeschossigen Wohnblockzeilen geprägt. Die Straßen sind nach Schweizer Orten, Kantonen und Landschaften benannt. Zentrale Verkehrsachse ist die Graubündener Straße, die in Süd-Nord-Richtung durch die Siedlung nach Hadern führt. An ihrer Kreuzung mit der Neurieder Straße liegt der Schweizer Platz mit dem „Schweizer Brocken“ genannten Felsenbrunnen von Magdalena Jetelová und Wochenmarkt zweimal die Woche.
In Fürstenried West liegen der U-Bahnhof Fürstenried West, die katholische Pfarrkirche St. Matthias und die evangelische Andreaskirche. An Bildungseinrichtungen gibt es zwei Grundschulen, die Joseph-von-Fraunhofer-Realschule sowie das Gymnasium Fürstenried. Dort befindet sich die 370 cm hohe Bronzeskulptur „Große Kore III“ (1972–1975) des Bildhauers Fritz Koenig. Das Intermezzo ist eine Jugend- und Kultureinrichtung des Kreisjugendring München-Stadt mit der Bühne Spectaculum Mundi.